# Salem's Lot (miniserie de 1979)
Salem's Lot (conocida en España como El misterio de Salem's Lot y en Hispanoamérica como La noche del vampiro) es una miniserie dirigida por Tobe Hooper en 1979, basada en la novela homónima de Stephen King. Está protagonizada por David Soul y James Mason y habla sobre un escritor que regresa a su pueblo natal y descubre que los habitantes se están convirtiendo en vampiros. 
El TV film fue emitido como un especial, en dos partes por la señal CBS. La primera parte fue emitida el 17 de noviembre de 1979, mientras que la segunda salió al áire el 24 de noviembre de 1979.

## Versiones alternativas
Filmada para la televisión pero pensando en la pantalla grande, se editaron cuatro versiones: 
1. La versión original transmitida por CBS, que cuenta con 200 minutos (incluidos los comerciales).
2. La versión de retransmisión en CBS, un año después, fue recortada a 150 minutos.
3. La versión para cines europeos, que tiene 112 minutos.
4. La versión para DVD/Blu-ray, de 183 minutos.[2]

En Reino Unido se estrenó el 7 de octubre de 1981 como Salem's Lot. En Colombia se estrenó el 29 de abril de 1982 como Pueblo maldito. En Argentina se estrenó el 27 de octubre de 1983 como Las brujas de Salem: la película.
Una nueva adaptación para televisión de la novela fue estrenada en 2004 por TNT en asociación con Warner Bros, con Rob Lowe y Rutger Hauer como protagonistas.

## Argumento
El escritor Ben Mears (Soul) regresa al pueblo de Jerusalem's Lot a escribir un libro sobre una casa supuestamente embrujada, conocida como "La casa Marsten". Un extraño hombre llamado Richard K. Straker (Mason) compró la casa, por lo que el escritor se instala en una pensión. En el pueblo conoce a una bella joven llamada Susan Norton (Bedelia) de la cual se enamora. Justo después de que el escritor llegara al pueblo, cosas muy extrañas, aterradoras y misteriosas comienzan a suceder: la gente empieza a morir y/o a desaparecer. Ben y algunos habitantes del pueblo descubren que Salem's Lot está siendo invadido por vampiros y se dirigen a la casa de los Marsten, donde Ben mata a Straker y luego, con la ayuda de Mark Petrie (Kerwin), a Kurt Barlow (Nalder), el vampiro principal, pero Susan es convertida en vampiro y su padre es asesinado por Straker. Ben y Mark queman la casa y con ella a los vampiros, marchándose para siempre del pueblo de Salem's Lot.

## Reparto
- David Soul como Ben Mears.
- James Mason como Richard K. Straker
- Lance Kerwin como Mark Petrie.
- Bonnie Bedelia como Susan Norton.
- Lew Ayres como Jason Burke.
- Ed Flanders como Bill Norton.
- Fred Willard como Larry Crockett.
- Reggie Nalder como Kurt Barlow.

## Producción

### Desarrollo
Tras adquirir los derechos de Salem's Lot, Warner Bros buscó convertir la novela de 400 páginas de Stephen King en una película sin alejarse del material original. El productor Stirling Silliphant, el guionista Robert Getchell y el guionista y director Larry Cohen contribuyeron con guiones, pero ninguno resultó satisfactorio. «Fue un desastre [afirmó Stephen King]. Todos los directores de Hollywood que alguna vez se vieron involucrados en el género de terror querían hacerlo, pero nadie podía crear un guion.»
El proyecto finalmente fue entregado a Warner Bros Television y el productor Richard Kobritz decidió que Salem's Lot funcionaría mejor como una miniserie de televisión que como formato de largometraje debido a la duración de la novela. El escritor Paul Monash fue contratado para escribir el programa de televisión, pues ya había producido la adaptación cinematográfica de la novela de Stephen King Carrie y trabajó en la serie de televisión Peyton Place, por lo que estaba familiarizado con las historias sobre ciudades pequeñas. Una proyección de The Texas Chain Saw Massacre (1974) convenció a Richard Kobritz de seleccionar a Tobe Hooper como director.
Con un presupuesto de cuatro millones de dólares, la fotografía principal comenzó el 10 de julio de 1979 en la localidad de Ferndale, en el norte de California, con algunas escenas filmadas en los estudios de Burbank.

### Adaptación
Aunque en general se trata de la misma historia, la adaptación televisiva se toma algunas libertades en relación con la novela original de King. Muchos personajes fueron combinados o simplemente eliminados, al igual que ciertas subtramas, y el personaje de Barlow se mostró totalmente diferente en la miniserie de cómo es descrito en la novela. Sin embargo, Stephen King elogió el guion de Paul Monash afirmando: "Monash ha logrado combinar muchos personajes y la idea funciona".
Sin embargo, gran parte de la violencia y las escenas gráficas de la novela debieron omitirse para cumplir con las restricciones de transmisión. El productor Richard Kobritz, que mostró un gran interés creativo en sus películas, también agregó varios cambios al guion de Monash, incluyendo la imagen del vampiro Kurt Barlow, que en la novela tiene un aspecto humano y en la miniserie es convertido en un monstruo mudo de aspecto similar al del vampiro de la película Nosferatu de 1922. Kobritz afirmó:

Volvimos al viejo concepto alemán de Nosferatu, donde él es la esencia del mal y no es nada romántico o encantador. No quería nada suave o sexual, porque simplemente no creía que funcionara. También creo que hacer que Barlow no hablara fue un acierto. Cuando es asesinado al final, obviamente emite sonidos, pero ni siquiera es una línea completa de diálogo, en contraste con el libro y el primer borrador del guion. Solo pensé que sería suicida por nuestra parte tener un vampiro que hablara. ¿Qué tipo de voz le das a un vampiro? No puedes hacer a Bela Lugosi, pues te va a causar risa. No puedes hacer a Regan en El exorcista, pues obtendrás algo ininteligible, y además, es algo que ya existe. Es por eso que creo que le dimos mayor relevancia al papel de James Mason como Straker".

Otros cambios de Kobritz incluyen el enfrentamiento final con Barlow en el sótano de la Casa Marsten, mientras que en el libro se desarrolla en el sótano de la pensión de Eva Miller, un concepto que Kobritz sintió que no funcionaría en la pantalla. La muerte de Susan también se movió al clímax para darle a su trágico destino "mayor impacto y proporcionar a la película un final repentino".

### Casting
Para los papeles de Richard K. Straker y el vampiro Kurt Barlow, James Mason y Reggie Nalder siempre fueron los que tenían más opciones para el gusto de Richard Kobritz. Kobritz le envió a Mason una copia del guion, logrando rápidamente su aprobación. Clarissa Kaye, esposa de Mason, fue seleccionada como Marjorie Glick. Sin embargo, Nalder no se mostró tan entusiasmado inicialmente, afirmando que «el maquillaje y los lentes de contacto eran dolorosos, pero me acostumbré a ellos. Me gustaba mucho el dinero».

### Diseño y efectos
Incapaz de encontrar una casa en Ferndale que se asemejara a la casa Marsten descrita en el libro, se estima que fueron invertidos cien mil dólares en la construcción de una fachada de tres pisos sobre una casa ya existente en una ladera con vista a Ferndale y al valle del río Eel. Diseñada por Mort Rabinowitz, su construcción tardó veinte días. Se gastaron otros $70.000 en la construcción del conjunto interior de la casa, lo que resultó aún más difícil para el diseñador Rabinowitz, quien también diseñó el edificio de la tienda de antigüedades de Straker y el pequeño pueblo de Guatemala donde se establece el comienzo y el final de la miniserie.
El maquillaje de vampiro que involucra lentes de contacto brillantes fue inventado por Jack Young. Según Tobe Hooper, el maquillaje del actor Reggie Nalder se caía constantemente, así como las uñas y los dientes falsos. Los lentes de contacto solo se podían usar durante 15 minutos a la vez antes de que se tuvieran que extraer para dejar que el ojo descansara durante 30 minutos.
Las levitaciones de los vampiros se lograron colocando a los actores en una grúa en lugar de usar alambres tradicionales: "No enarbolábamos a nuestros vampiros con cables, porque incluso en la mejor de las películas puedes verlos", explicó el productor Richard Korbitz. "Queríamos transmitir la sensación de flotar. Y el efecto es horrible, porque sabes que no hay cables. Tiene una calidad escalofriante". Las secuencias de levitación también se grabaron en reversa para hacer las escenas más misteriosas.

## Inspiración e influencia

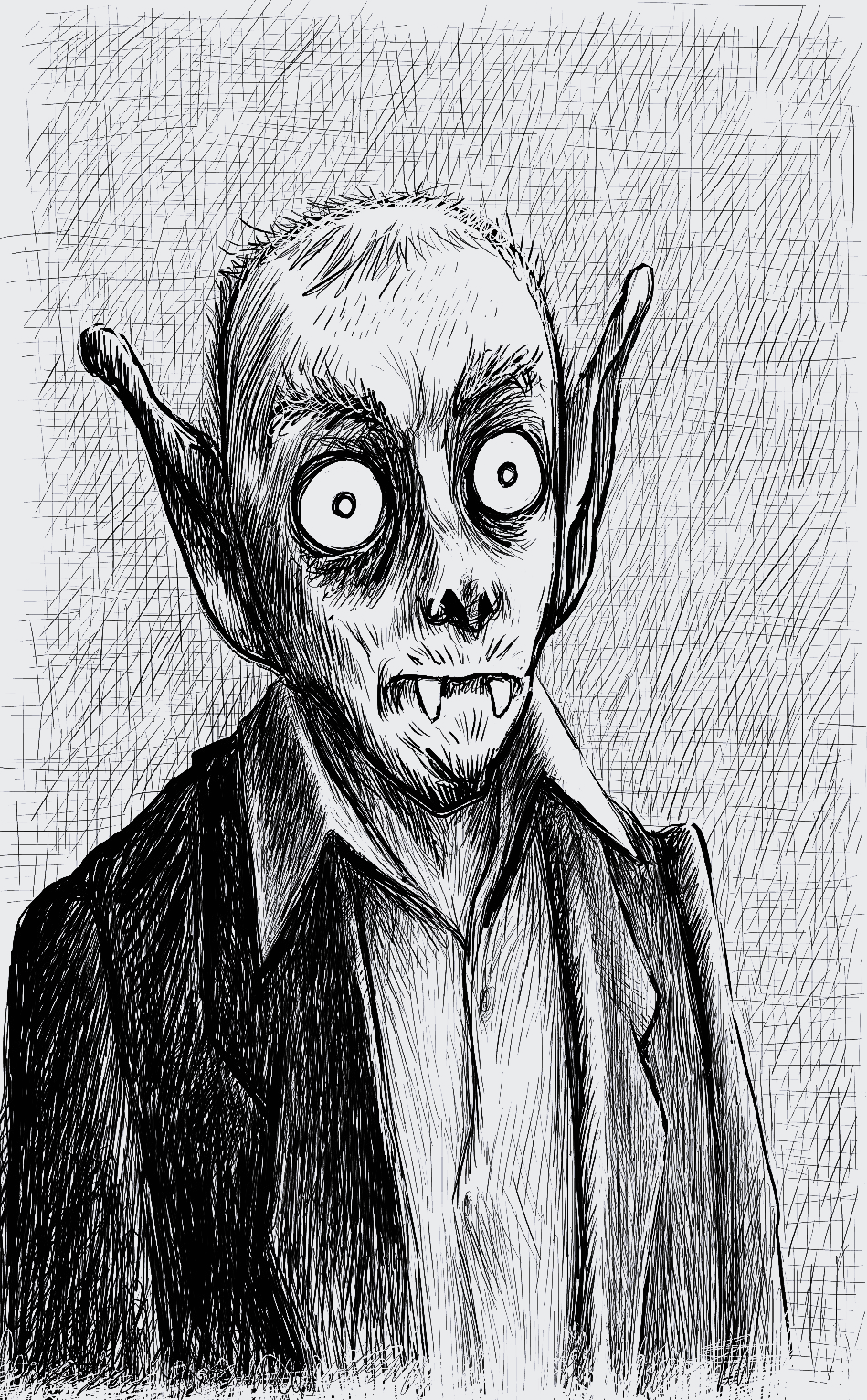
La imagen para el vampiro Kurt Barlow se inspiró directamente en el Conde Orlok de la película muda Nosferatu de 1922.

Tobe Hooper, un gran admirador de Alfred Hitchcock, rinde homenaje en varias ocasiones a la película Psicosis (1960) en Salem's Lot. La aparición de Kurt Barlow es un homenaje al Conde Orlok de Nosferatu (1922).
Salem's Lot tuvo un impacto significativo en el género vampírico, ya que inspiró películas de terror como Fright Night (1985) y las escenas de niños vampiros flotando fuera de las ventanas se mencionarían en The Lost Boys (1987). La miniserie ha sido citada como una de las principales influencias de la exitosa serie de televisión de Joss Whedon Buffy the Vampire Slayer. El arte de portada del álbum debut de la banda de heavy metal sueca Ghost Opus Eponymous es una clara referencia al cartel de la película Salem's Lot.
El escritor Bryan Fuller afirmó que la escena que muestra a un personaje empalado en una cornamenta de ciervo en Salem's Lot lo inspiró a hacer una escena similar en su serie de televisión de 2013 Hannibal, recordando que esta escena le causó mucho espanto. Esto también le sucede al líder vampiro en The Lost Boys (1987) y a una vampira en la secuela, Lost Boys: The Tribe (2008), así como a un personaje femenino en la controvertida película del género slasher Silent Night, Deadly Night (1984).

## Recepción
Salem's Lot ha recibido generalmente críticas positivas. El sitio web Rotten Tomatoes reporta que el 85% de los críticos dieron a la película comentarios positivos basados en 13 reseñas, con una calificación promedio de 6.7 sobre 10. El crítico de cine británico Mark Kermode se refirió a la adaptación como "aterradora" y "una de las mejores adaptaciones a la pantalla de una novela de Stephen King hasta la fecha". Helen O'Hara de la revista Empire Magazine le dio a la película tres de cinco estrellas. Time Out elogió "la cámara fluida de Hooper, la atmósfera espeluznante y el hábil manejo del clímax". Salem's Lot fue incluida en la lista de Time Out de las mejores películas de vampiros. Brian McKay de eFilm Critic afirmó: "Aunque admito que es increíblemente anticuada, sigue siendo bastante espeluznante".